# Віталій (Устинов)
Митрополит Віталій (в миру — Ростислав Петрович Устинов; 18 березня 1910, Санкт-Петербург — 25 вересня 2006, Мейгог, Квебек, Канада) — єпископ Російської Православної Церкви Закордоном, в 1986—2001 роки був її 4-м Першоієрархом.
Ставши ченцем у 1938 році, і священиком у 1941 році, з тих пір протягом більше 50 років був видатним діячем та ідеологом РПЦЗ. У 1951 році стає єпископом і священнослужителем в Бразилії. З 1955 року служив в Канаді; з 1957 року під його керуванням знаходилися всі парафії РПЦЗ в цій країні. Заснував у Бразилії та Канаді кілька скитів, при яких організовував друкарні. Був відомий своєю жорсткою позицією до лояльної з радянською владою Московською Патріархією та екуменічному руху. У 1986 році обраний Першоієрархом РПЦЗ зі залишенням за ним Канадської єпархії. На його первоієраршество припав розпад СРСР, припинення переслідування віруючих і початок масового відкриття нових парафій і монастирів Московського Патріархату як на території колишнього СРСР, так і в далекому Зарубіжжі. Не маючи довіри до священства Московського Патріархату, підтримав ті сили, які вимагали відкриття парафій РПЦЗ, через що значно ускладнив відносини між РПЦ і РПЦЗ
У 2000 році через погіршення здоров'я фактично відійшов від справ, а восени 2001 року за власним бажанням пішов на спокій. Деякі миряни і клірики бкли непримиренно налаштовані до нового Першоієраха РПЦЗ митрополита Лавра, тому вони відвезли його до Спасо-Преображенського скита в Мансонвілі де митрополтит Віталій став формальним главою новоствореної РПЦЗ(В), яка в скорому часі розділилась на ряд дрібніших «гілок», які не визнають один одного.

## Біографія

### До постригу
Ростислав Петрович Устинов народився в Санкт-Петербурзі 18 березня 1910 року в родині морського офіцера Петра Костянтиновича Устинова та Лідії Андріївни (Стопчанської), дочки жандармського генерала.
У 1920 році, під час Громадянської війни в Росії, Ростислав Устинов з родиною переїхав у Крим і вступив в Кадетський корпус, заснований генералом Врангелем. Наприкінці того ж року корпус евакуювали в Константинополь, згодом — в Югославію, спочатку в Бакар, а потім у Табір Стрнище (при евакуації корпус налічував 650 кадетів).
В 1923 році мати Ростислава, до того часу вдруге вийшла заміж за офіцера врангелівському армії Всеволода Лангаммера (колись служив разом з Левом Третьяковим), викликала свого сина до Константинополя, звідки з ним переїхала в Париж, де помістила його під коледж імені святого Людовіка, яким керували єзуїти, у місті Ле Ман. Після закінчення коледжу Ростислав проживав з матір'ю і вітчимом в Каннах. 11 жовтня 1933 року отримав французьке громадянство.
У 1934 році був призваний у французьку армію де був зарахований до 9-го кірасирського (кінного) полку. По закінченні служби командир полку полковник де Мулен пропонує бригадирові Устинову залишитися у полку, обіцяючи йому підвищення в офіцери. Але продовжити військову кар'єру в якості унтер-офіцера він відмовився і вирішив прийняти чернечий постриг.

### Церковне служіння в Європі
У 1936 році залишає Францію і поступив в Монастир преподобного Іова Почаївського в Ладомировой, тоді на території Чехословаччини. Архімандрит Нафанаїл (Львов) так описував його в 1940 році: «чудово володіє французькою та англійською мовою. Незважаючи на протидію сім'ї, він відчув прагнення до чернецтву, порвав зв'язки зі світом і прибув до обителі преп. Іова».
Під час свого останнього відвідування Європи восени 1937 року архієпископ Віталій (Максименко) відвідує і заснований ним монастир і наділяє у підрясник трудника Ростислава.
В 1938 году настоятелем монастыря архимандритом Серафимом (Ивановым) был пострижен в рясофор с именем Виталий, дабы, «как он сам и сказал, имя Виталий не прекращалось в нашей обители», 15 марта 1940 года был пострижен в мантию. Нёс послушание старшего наборщика и метранпажа типографии.
17 липня 1940 року єпископом Мукачівським і Прешовським Володимиром (Раїчем) був висвячений у сан ієродиякона. 10 жовтня 1941 року в Братиславі був висвячений архієпископом Берлінським і Германским Серафимом (Ляде) в сан ієромонаха з дорученням йому, залишаючись насельником монастиря, опікуватися два села біля кордону Чехословаччини з Польщею — Крайную Порубку і Медведже (нині округ Свидник).
Перед иеромонахом Виталием открывается огромная миссионерская деятельность в Берлине и его окрестностях, где приходится ежедневно посещать лагеря перемещённых лиц, проповедовать, служить, напутствовать сотни умирающих от голода, туберкулёза, ран.
Наступ червоної армії на Берлін змусив ієромонаха Віталія разом з настоятелем собору архімандритом Нафанаїлом (Львовим) покинути Берлін і заснуватися у Гамбурзі. Там він по дорученню церковної влади окормлював безліч біженцев у таборах для осіб північної Німеччини. Найбільшим був табір Фішбек.
У 1947 році був возведений у сан архімандрита і по 1951 рік був настоятелем Успенського приходу в Лондоні, де по черзі служив в одному храмі з майбутнім митрополитом РПЦ Антонієм (Блумом) (громади РПЦЗ і Московського Патріархату орендували один храм, де служили по черзі). Всякий раз, коли архімандрит Віталій приходив у храм, щоб звершити богослужіння після того, як було звершено богослужіння громадою Московського Патріархату, храм освячував заново після осквернення.
Будучи настоятелем лондонського приходу, їздив по всій Англії, організував парафії в Манчестері, Престоні і Брадфорді, а також навертав у Православ'я деяких місцевих жителів.

### Єпископ
12 липня 1951 року в Успенському храмі Лондона був хіротонісаний в єпископа Монтевидеоского, вікарія Сан-Паульской єпархії. Хіротонію звершили єпископ Женевський Леонтій (Бартошевич) і єпископ Брюссельський і Західноєвропейський Нафанаїл (Львів).
Прибувши до Бразилії, оселився в передмісті Сан-Паулу, містечку Віла-Альпіна. Там він заснував чернече братство, відкрив друкарню і влаштував невеликий притулок для хлопчиків, які навчалися богослужебному колі. Велика увага приділялася місіонерської діяльності серед російських емігрантів, так і серед місцевого населення. Єпископ Віталій і його ієромонахи відвідують православних людей по найглухіших куточків Бразилії. Їх працями ґрунтуються два приходу в центрі Бразилії: в Гоянії і в містечку Педрейра, передмісті Сан-Паулу. У своєму титулярном місті Монтевідео не служив.

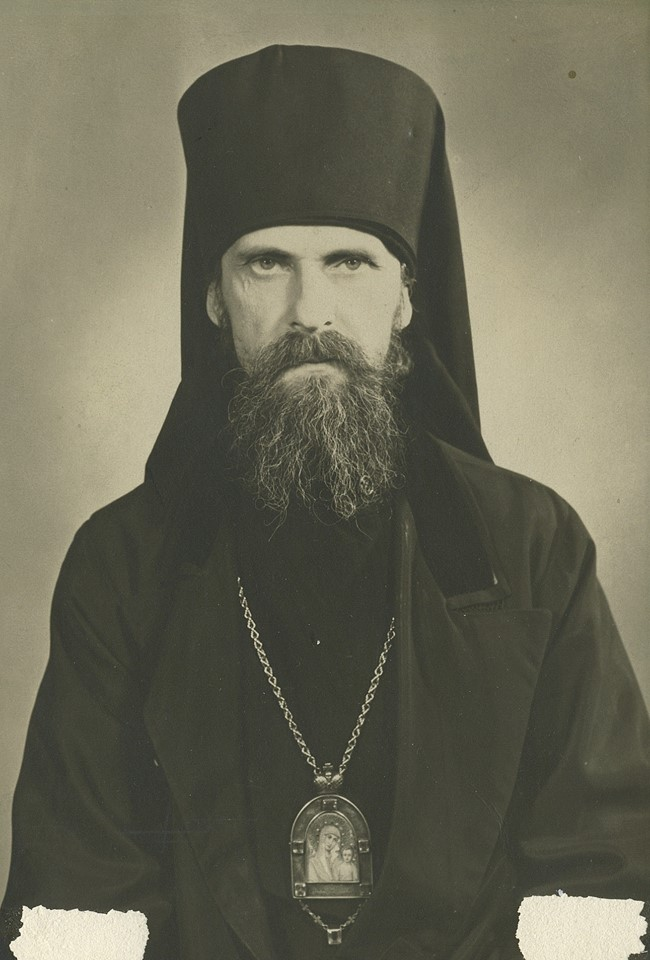
Єпископ Віталій у 1959 році

У 1955 році призначений єпископом Эдмонтонским, вікарієм Канадської єпархії РПЦЗ з кафедрою в Едмонтоні (провінція Альберта) за дорученням управління западноканадскими парафіями. У квітні 1955 року, разом зі своєю монашою братією, відбув до місця нового служіння. У тому ж році в 75 милях від міста він влаштував Успенський скит.
У серпні 1957 року був призначений правлячим єпископом Монреальським і Канадським; влаштував Спасо-Преображенський скит в Мансонвилле.
У Монреалі придбав і благоліпно облаштував великий соборний храм, недалеко від якого розташований монастирське подвір'я та архієрейська резиденція. В подвір'ї була влаштована друкарню, що випускала богослужбову, вероучительную, церковно-історичну літературу і періодичне видання «Православное обозрение».
У 1958 році зведений у сан архієпископа з присвоєнням титулу Монреальського і Канадського, включений в Архієрейський Синод РПЦЗ.
За ініціативи Віталія в єпархії неодноразово проходили всезарубежные з'їзди російської молоді.
У своїй доповіді на Архієрейському Соборі Зарубіжної Церкви в 1967 році назвав екуменізм всепроникною єрессю свого часу, надавши великий вплив на загальну точку зору Руської Православної Церкви Закордоном з цього питання.
З 1976 року архієпископ Віталій був одним із заступників першоієрарха РПЦЗ митрополита Філарета (Вознесенського).
Митрополит Віталій був частим гостем релігійних програм на російській службі «Радіо Канада», де виступав зі зверненнями до важливих свят, давав інтерв'ю, де висловлювався з питань богословським, церковним, історичним, пояснював, чому РПЦЗ не має канонічного спілкування з Московським Патріархатом.

### Першоієрарх
Після смерті митрополита Філарета (Вознесенського) у 1985 році, в січні 1986 року Архієпископ Віталій обраний жеребом на посаду Першоієрарха Руської Зарубіжної Церкви з титулом митрополит Нью-Йоркський і Східно-Американський. Настолован 9 (22) січня 1986 року. Разом з тим залишився керівником Канадської єпархією.
Значительные изменения в жизни РПЦ, вызванные падением коммунистического режима в СССР, сделали возможным начало диалога между РПЦ и РПЦЗ. Со стороны самой РПЦ неоднократно звучали призывы к диалогу, однако митрополит Виталий неоднократно на протяжении 1990-х годов заявлял о своём негативном отношении к РПЦ и считал какие-либо контакты с ней невозможными.
У період первоиераршества митрополита Віталія був канонізований ряд святих: собор преподобних Оптинских старців і преподобний Паїсій Величковський (1990), святителі Іоанн Шанхайський і Сан-Франциський, Інокентій Московський і Миколай Японський (1994), святитель Іона Ханькоусский (1996), мученик ієрей Максим Горлицький (1998), святителі Філарет Московський, Ігнатій Кавказький, Феофан Затворник, блаженний Феофіл Київський (2000).
У 1998 році митрополит Віталій впав, зламав праву руку і після цього фактично не міг повноцінно здійснювати архієрейські богослужіння, і довгий час не міг навіть хреститися. Хвороба і фізична неміч митрополита Віталія стали однією з причин, що послідувало через кілька років, відходу на спокій.
26 жовтня 2000 року Архієрейський Собор РПЦЗ під головуванням митрополита Віталія у своєму посланні вітав деякі рішення ювілейного Архієрейського Собору РПЦ 13-16 серпня 2000 року, в тому числі канонізації новомучеників і прийняття «Основ соціальної концепції РПЦ». У Посланні зокрема говорилося: «Нас обнадіює прийняття нової соціальної концепції цим собором, яка, по суті, перекреслює „Декларації“ митрополита Сергія 1927 року». За рішенням Собору при Архієрейському Синоді РПЦЗ була створена комісія з питань єдності Російської Церкви.
На тому ж архієрейському соборі було прийнято «Звернення Російської Православної Закордонної Церкви до старообрядців», в якому висловлювалося співчуття про жорстокості завданих у свій час прихильників «старого обряду», а також прозвучав заклик до подолання цього сумного поділу.
4 грудня 2000 року митрополит Віталій оприлюднив послання, в якому заявив про свою незгоду з багатьма рішеннями Собору. У посланні сказано, що «Російська Зарубіжна Православна Церква, яка зберегла свою духовну свободу всі ці 80 років, ніколи не піде на з'єднання з Московською Патріархією».. Незважаючи на цей лист, 8 лютого 2001 року Архієрейський Синод РПЦЗ під головуванням митрополита Віталія зробив заяву про «внутрішній єдності» всіх членів Синоду.
Після оприлюднення 5 травня 2001 року «Звернення кліриків Західноєвропейської єпархії РПЦЗ», який містив заклик «протистояти новим курсом нашої Церкви», митрополит Віталій знову змінив позицію: 22 червня 2001 року він підписав «Окружне послання» із заявою, що «Основи соціальної концепції РПЦ» не можуть перекреслити «зрадницьку Декларацію 1927 р.» послання заперечувало те, що відбувається в Росії духовне відродження і визнало помилковим створення комісії з питань єдності Руської Церкви.
26 червня 2001 року заступник секретаря Архієрейського Синоду єпископ Гавриїл (Чемодаков) помістив на офіційному синодальному сайті «Заяву з Канцелярії Архієрейського Синоду», в якому говорилося, що «Окружне Послання» не було написано митрополитом Віталієм.
6 липня 2001 року єпископ Варнава написав «Заяву», в якому наполягав на тому, що митрополит Віталій був автором поширеної від його імені «Окружного Послання» і повідав про історію появи цього документа, де фактично визнавав, що митрополит Віталій був лише одним із співавторів документа: за словами єпископа Варнави «група вірних священнослужителів» — єпископ Варнава (Прокоф'єв), архімандрит Сергій (Киндяков), протоієрей Сергій Петров, ієрей Микита Орлов, протодиякон Герман Іванов-Тринадцятий — «була особисто запрошена владикою митрополитом для обговорення катастрофічного становища, в яке була ввергнута Зарубіжна Церква після жовтневого Архієрейського Собору. <…> Збори відбулися в Мансонвиле і тривало три доби. Крім обмінів думок за столом, було п'ять робочих засідань по дві години кожне. <…> До початку роботи Владикою Митрополитом був представлений проект, який ретельно обговорювалося, видозмінювався, доповнювався, зокрема самим Митрополитом».

### Відхід на спочинок
Відкритий 10 липня 2001 року засідання Архієрейського Синоду РПЦЗ оцінило «Окружне послання» як помилкове, після чого митрополит Віталій дав згоду піти на спокій. 13 липня постановою Синоду було визначено, що до проведення позачергового Архієрейського Собору тимчасове керівництво РПЦЗ покладається на архієпископа Лавра (Шкурлу).
24 жовтня, у день виборів, передав виборчої комісії запечатаний конверт зі своїм бюлетенем і виявив бажання бути присутнім при визначенні результатів голосування. Найближче оточення митрополита Віталія намагалося перешкодити йому взяти участь у підрахунку голосів. За 5 хвилин до початку процедури визначення результатів голосування зателефонувала особистий секретар митрополита Людмила Роснянская і заявила, що митрополит не прийде. У той же день на засіданні Собору Людмила Роснянская, також виконувала роль доглядальниці, була звільнена з посади. Митрополит Віталій брав участь у вечірньому засіданні Собору, зайнявши місце головуючого, привітав архієпископа Лавра (Шкурлу) з обранням на пост Першоієрарха РПЦЗ. Планувалося його участь у настоловании новообраного митрополита, запланованому на 28 жовтня.
На следующий день 25 октября к Синоду приехала Л. Д. Роснянская с несколькими своими сторонниками в сопровождении полицейских. Роснянская заявила полиции, что митрополит Виталий содержится в заключении, и, возможно даже, лежит без сознания. Полицейские, переговорив с митрополитом Виталием, заявили, что «он находится в хорошем состоянии и не был подвергнут никакому стеснению или принуждению». Они сообщили митрополиту Виталию, что его секретарь стоит на улице и желает видеть его. «Митрополит, испуганный появлением полицейских, захотел увидеться с Людмилой Роснянской. Попытки архиереев убедить его не делать этого не увенчались успехом». Митрополит заявил, что он свободный человек, находится на покое и желает встретиться с Л. Д. Роснянской. Выйдя на улицу и узнав от Роснянской, что её уволили, митрополит заявил, что уезжает из Синода.
Митрополит Виталий был увезён из здания Синода. В ночь на 26 октября его доставили в Преображенский мужской скит в Мансонвилле. 27 октября от имени Виталия было распространено «Чрезвычайное заявление», в котором говорилось, что митрополит Виталий снимает подпись «о своём добровольном уходе на покой и передаче моих полномочий архиепископу Лавру».
За запитом Синоду, де припускали, що престарілим ієрархом маніпулює його оточення, було призначено психологічний огляд; через три дні після виходу «Надзвичайного заяви» увечері 1-го листопада 2001 року митрополит Віталій згідно з судовим рішенням, виданим за запитом Нью-Йорского Синоду, був вивезений зі Свято-Преображенського скиту в місті Мансонвилль для здійснення над ним психіатричної експертизи. Психологічний огляд було здійснено без згоди на те самого митрополита Віталія, що дало підстави його прихильникам говорити про початок гонінь на «законного Першоієрарха РПЦЗ», бажає бути вірним «традиційної позиції РПЦЗ». За оцінкою лікаря-психіатра лікарні в місті Шербрук (Канада) пані Кетрін Аллари «немає ніяких обмежень для продовження його теперішніх занять або професії».
22 листопада 2001 року відбулася друга спроба архієреїв Нью-Йоркського Синоду відвезти митрополита Віталія зі Свято-Преображенського скиту, однак ці дії були припинені жандармерією провінції Квебек. Це пізніше свідчив сам вл. Віталій в документі, завіреному канадським нотаріусом Марі Ганьє (Marie Gagne).

### РПЦЗ(В)
Пішли з РПЦЗ згодом заперечували факт відходу митрополита Віталія на спокій. Згідно з ним події розвивалися наступним чином: по-перше, прохання про відхід на спокій було вироблено безглавым Синодом і підписано заднім числом — порушення Правил 20-го Положення про РПЦЗ, по-друге, Собор був скликаний Синодом без участі голови — владики Віталія, а також в обхід указу 24 листопада/7 грудня 2000 року. Собор, де був прийнятий відхід на спочинок митрополита Віталія, і був обраний новий глава угкц — митрополит Лавр, неможливо на думку пішли в розкол вважати таким, що відбувся через порушення Правила 13-го Положення про РПЦЗ, а також через «Заяви Першоієрарха РПЦЗ Митрополита Віталія» від 18 жовтня 2001 року, де говорилося, що «майбутній Архієрейський Собор, який має відкритися 23 жовтня 2001 року, не можна назвати інакше, як зборами безвідповідальних».
Не признав избрания Лавра и решений собора, митрополит Виталий 1 ноября 2001 года в Спасо-Преображенском скиту в Мансонвилле при поддержке епископа Варнавы (Прокофьева), единственного епископа, который не подписал послание одобряющего решения Архиерейского юбилейного Собора РПЦ, совершил хиротонию во епископы Сергия (Киндякова). Епископ Александр Милеант позже утверждал, что «хиротония была совершена в присутствии стоящего рядом в мантии (и по старческой немощи немогущего служить) Митрополита Виталия (находящегося по собственной просьбе на покое)». Публицист Владимир Мосс писал, что Митрополит Виталий «присутствовал там без соответствующего облачения, одетый только в мантию (что видно на фотографиях с хиротонии: епископ Варнава и епископ Сергий стоят в полном архиерейском облачении, а митрополит Виталий в мантии), в то время как ни литургия, ни хиротония не могут осуществляться в мантии».
Протягом листопада 2001 року були здійснені три нових архієрейських свячень. Під юрисдикцію митрополита Віталія перейшла частина парафій РПЦЗ, відкидають зближення з Московською Патріархією.
Новостворена неканонічна юрисдикція отримала назву «Російської православної церкви у вигнанні», але скоро назву було змінено на «Російська Православна Церква Закордоном». Для розрізнення цієї церковної групи від РПЦЗ митрополита Лавра стало застосовуватися найменування РПЦЗ(В).
З самого початку виник сумнів, що митрополит Віталій сам складав документи, що виходили з його підписом: на офіційному сайті канонічної РПЦЗ зазначалося: «Після ж того, як Вл. Віталій опинився в Мансонвилле, ніхто з архієреїв не міг безперешкодно з ним зустрітися, поговорити без сторонніх свідків, і жоден документ, на якому стоїть підпис митрополита Віталія не був отриманий в умовах, що виключають зловживання. Навіть невідомо, чи знає сам Вл. Віталій про існування документів, що виходили під його підписом Мансонвилля». Співробітник російської редакції «Радіо Канада» Євген Соколов, який перейшов у 2001 році в РПЦЗ(В), зазначав: «На жаль, владика вірив тим людям в одягах, які його оточували в даний момент, і підписував документи, коли його переконували в тому, що це потрібно зробити. Навіть іноді писав під диктовку. <…> Зауважте, при тому, що владика писав сам, має зовсім іншу мову, ніж ті документи, які його переконували підписувати».
У листопаді 2004 року на Архієрейському Соборі РПЦЗ(В) було вирішено «за багаторічну очолення Російської Православної Церкви Закордоном і більш ніж пятидесятилетнее служіння в архієрейському сані вшанувати Високопреосвященнішого Митрополита Віталія званням „Блаженніший“».
26 липня 2006 року «заступник першоієрарха РПЦЗ(В) архиєпископ Лос-Анжелосский і Південно-Американський» Антоній (Орлов) звернувся з посланням до ієрархів РПЦЗ(В), в якому він закликав архієреїв РПЦЗ(В) приїхати в Спасо-Преображенський скит в Мансонвилле, щоб звільнити «духовного стражденного» Митрополита Віталія з рук «безчинних людей», очолюваних особистим секретарем першоієрарха Людмилою Роснянской. В якості звинувачення останньої він висунув фальсифікацію указів від імені Митрополита і зловживання його неміччю". Прикладом немочі став діалог, який дає зрозуміти, що 96-річний Митрополит не впізнає навіть хліб. Крім того, у посланні говорилося, що Митрополит Віталій перестав ходити на богослужіння, раніше посещавшиеся їм майже щодня, що веде до його «духовного виснаження».
Помер 25 вересня 2006 року. Смерть настала приблизно о 10:45 ранку в лікарні канадського містечка Мейгог. У той же день Першоієрарх Руської Зарубіжної Церкви митрополит Лавр закликав здійснювати поминання свого попередника: «Владика митрополит Віталій, перебуваючи на спокої, до великої нашої скорботи, не можна сказати, що по своїй волі, але через своє оточення, відсторонився від нас. Але, незважаючи на це, ми його поминали в наших храмах, як недужого. І тепер, коли його душа потребує молитви, ми закликаємо наших пастирів і паству молитися за упокоєння його душі».
Чин відспівування в Свято-Преображенському скиті здійснив найстаріший за хіротонією єпископ Володимир (Целіщев) у співслужінні Андрія Ломова, а також інших кліриків неканонічної РПЦЗ(В). На відспівуванні були присутні протоієрей Веніамін Жуков з Парижа, протоієрей Миколай Семьонов з Брюсселя, настоятель парафії святої блаженної Ксенії в Оттаві о. В'ячеслав, а також більше 200 мирян, в переважній більшості паства РПЦЗ(В). Також попрощатися з Митрополитом Віталієм у Мансонвилль приїхали чернець Свято-Троїцького монастиря РПЦЗ Флор (Ванько) і ще кілька кліриків канонічної РПЦЗ. Проте всі вони молилися декілька в стороні від основної групи.
По закінченні чину відспівування Митрополит Віталій був похований в залізному саркофазі поруч зі Свято-Преображенським скитом і могилами архімандрита Нафанаїла і єпископа Сергія (Киндякова). Неподалік від скиту, на цвинтарі спочиває і мати Митрополита Віталія, уроджена Лідія Стопчанская.

## Твори
- «Тайна Церкви» // Православное обозрение. 1954. № 23. С. 37-39;
- Экуменизм: [Докл., прочитанный Архиерейскому Собору в 1967 г.]. Монреаль, 1982;
- Prayer // Orthodox Conf. (6th, 1984). Toronto, 1984;
- Слово на погребение Первоиерарха // Православное обозрение. 1986. № 61. С. 4-5;
- Ecumenism. — New York: Byzantium Press. — 1987. — 20 p.
- Интервью для радиостанции «Голос Америки» // Православная Русь. 1990. № 7. С. 5-7;
- Об иконографии // Русский пастырь. Сан-Франциско, 1992. № 2 (13). С. 78-83;
- Глубины сатанинские // Митр. Виталий: Юбиленый сборник [Сидней, 2001]. С. 104—106;
- «Вонмем»: Духовное состояние русского народа в России // Митр. Виталий: Юбиленый сборник [Сидней, 2001]. С. 109—112;
- Ответ святых: [Доклад на съезде молодёжи в Торонто] // Митр. Виталий: Юбиленый сборник [Сидней, 2001]. С. 113—119;
- Апокалипсис наших дней: [Докл. Архиерейскому Собору в 1983 г.] // Митр. Виталий: Юбиленый сборник [Сидней, 2001]. С. 120—125;
- Юбилейное послание // Митр. Виталий: Юбиленый сборник [Сидней, 2001]. С. 135—137;
- Отрывки из писем // Митр. Виталий: Юбиленый сборник [Сидней, 2001]. С. 143—156.